# 莫內森

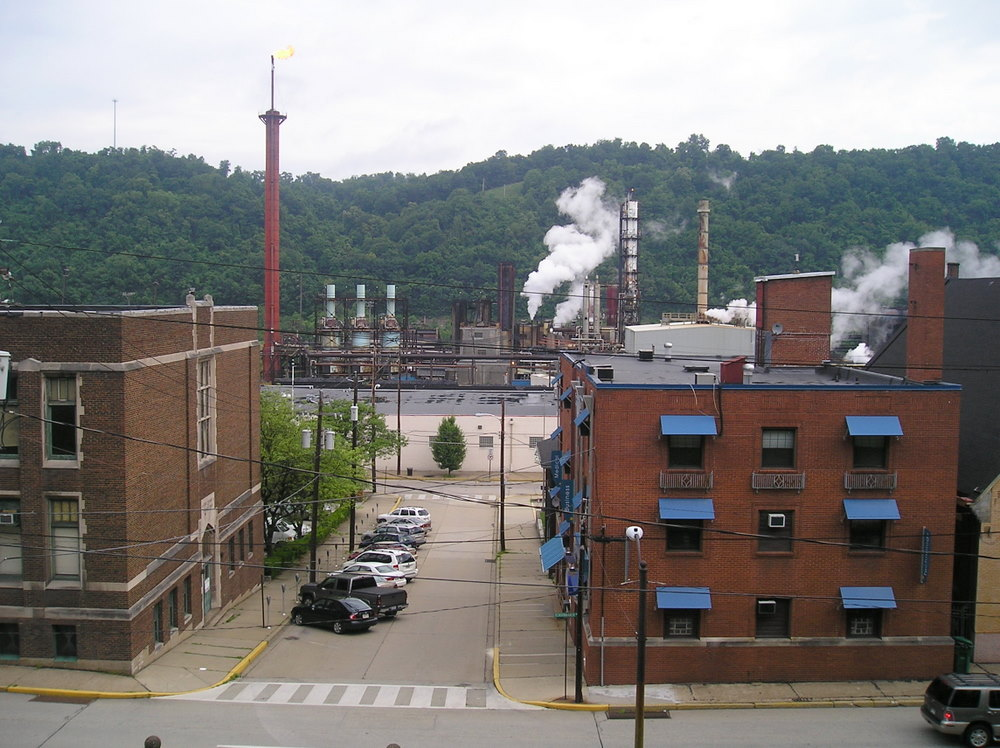

莫內森（Monessen）位於美國賓夕法尼亞州威斯特摩蘭縣，莫農加希拉河河畔。城鎮於1897年成立，1921年升格為市。1960年代起開始衰退，2020年人口6,876人。